# Княгиничі (Івано-Франківський район)
Княги́ничі — село в Україні, у Рогатинській міській громаді Івано-Франківського району Івано-Франківської області.
12 червня 2020 року, відповідно до Розпорядження Кабінету Міністрів України  № 714-р «Про визначення адміністративних центрів та затвердження територій територіальних громад Івано-Франківської області», увійшло до складу Рогатинської міської громади.
19 липня 2020 року, в результаті адміністративно-територіальної реформи та ліквідації Рогатинського району, село увійшло до складу новоутвореного Івано-Франківського району.
У 1946-47 роках у селі Княгиничі діяв підпільний штаб командира УПА Романа Шухевича. Зараз у цій раніше конспіративній хаті ентузіастами засновано музей Романа Шухевича.

## Географія
Мальовниче опільське село Княгиничі розкинулося (висота над рівнем моря 274 м) на пологих горбах правого берега невеликої річки Свірж у її середній течії, на межі з Львівською областю. У цьому місці широку долину річки наповнюють води величезного Княгиницького ставу, назва якого походить від села Княгиничі, На лівому березі Свіржа лежить село Загір'я.

## Назва

### Перші відомі записи
У 25-ти томному виданні Akta grodzkie i ziemskie (AGZ), що побачило світ в 1868—1935 роках у Львові, назва поселення "Княгиничі" вперше зустрічається в документі від 12 листопада 1430 р. під № XLIX, у якому мова йде про те, що до суду в Перемишлі звернулися три брати з Княгиничів: Ян Влодкович, Миколай і Марцін та їх батько Пйотр Влодкович. В оригіналі записано (латиною): Iohannes de Knyechinicze, et Nicolaus de Knyechinicze, et Martinus de Knyechenicze … Petrus de Knyechinicze. 
Отже, в одному документі маємо два різночитання назви поселення: Knyechinicze — Knyechenicze, що відповідає українському звучанню: Книгініче — Книгеніче. Це свідчить про неусталеність форми написання назви поселення. В інших документах цього періоду є ще більше відмінностей у написаннях назви села: Knyhynycze, Knyehynycze, Knychynycze.

### Зауваження
Очевидно, що тут йдеться не про село Княгиничі Мостиського району, яке розташоване за 50 км на схід від Перемишля та за 18 км на захід від м. Рудки. Незважаючи на географічну близькість до Перемишля (місце перебування суду) сучасних мостиських Княгиничів, є підстави вважати: 
 "у судовій справі від 12 листопада 1430 р. йдеться про галицькі Княгиничі", оскільки, достеменно відомо, що Ян Влодкович був дідичним власником саме села Княгиничі (Рогатинського району),.

### Інші варіанти назви
У документі про надання Княгиничам магдебурзького права 1563 року зафіксована назва Kniehinicze. В австрійський період були такі варіанти: Kniehynicze, Knihenicze, Kniehinicze.
У міжвоєнний період усталилася офіційна польська назва Knihynicze і українська Кнігиничі.
У повоєнні часи вживалася назва Княгиничі, яку у 1960-х роках змінили на Княжничі, мабуть, не через злий умисел, а скоріше через неграмотність чиновників. Згодом ця назва тихо зникла і повернулася назва Княгиничі. Місцеве населення в усній мові дотримується старої назви Кнігиничі, яка відома з середньовіччя.

## Демографічна динаміка поселення
Перший у наших краях перепис відбувся в 1837 р. За період з 1837 по 1910 р. австрійська влада провела шість переписів населення. Переписи 1837 та 1857 років проводилися за обмеженою програмою, за віросповіданням, не враховували таких показників, як національна приналежність, рідна мова тощо Переписи населення у 1869 та у 1880 роках проводилися за більш розширеною програмою. Польська влада провела два переписи населення — у 1921 і 1931 рр., німецька влада — у 1943 р., совєтська влада — чотири переписи з 1959 по 1989 рік. Перший перепис населення за час незалежності України провели у 2001 р. У 1931 р. в Княгиничах було 1872 мешканці.
У 1939 році в селі проживало 2040 мешканців (1330 українців-грекокатоликів, 60 українців-римокатоликів, 40 поляків, 610 євреїв). Це період найвищої чисельності жителів села за всю його багатовікову історію.
Історичні події наступних років спричинили значне скорочення чисельності населення в кожному селі. Населення в Княгиничах скоротилася внаслідок знищення нацистами у 1942 р. близько 500 осіб євреїв. Значних втрат зазнали українці під час війни та національно-визвольної боротьби 1940-50-х років. Багато людей не вернулися з фронту або з примусових робіт у Німеччині, багато загинуло в УПА та в большевицьких катівнях, багатьох вивезли у Сибір, звідки вони вже ніколи не повернулися. В ті часи переважно гинули молоді, неодружені люди, що спричиняло демографічний спад у наступні роки через зменшення народжуваності.
Післявоєнна колективізація сільського господарства завдала найбільшого удару по селу. Молодь за всяку ціну виривалася до міста, працювати в селі залишалися одиниці. Цей процес тривав безперервно. З 1970 по 1989 р. чисельність населення в Княгиничах зменшилася з 1079 до 794 осіб, або на 26,4 %.
За роки так званої незалежності України злочинний антиукраїнський режим повів справжню війну проти українського народу. Нині маємо демографічну кризу, яка є наслідком геноциду українців.
З кожним роком більшає порожніх хат у селі. Селянські подвір'я, де протягом кількох століть гомоніло життя, заростають бур'янами. Як показав перепис населення 2001 р., зменшення чисельності населення супроводжується його старінням.

### Дані про народження і смертність у Княгиничах
Народжуваність у Княгиничах
| Роки    | Княгиничі |
| ------- | --------- |
| 2001 р. | 3         |
| 2002 р. | 2         |
| 2003 р. | 4         |
| 2004 р. | 5         |
| Всього: | 14        |

Смертність у Княгиничах
| Роки    | Княгиничі |
| ------- | --------- |
| 2001 р. | 20        |
| 2002 р. | 23        |
| 2003 р. | 10        |
| 2004 р. | 11        |
| Всього: | 64        |

## Історія
Перші писемні згадки про Княгиничі пов'язані з галицьким каштеляном, польським шляхтичем Яном Влодковичем (лат. Ioannes, укр. Іван) Княгиницьким (Яном з Княгинич). Цей чоловік не мав нічого спільного з давньою руською боярською родиною Княгиницьких, однак був дідичним власником села Княгиничі. На відміну від судової грамоти галицького старости Петраша з 1401 р., документи з іменем Яна Княгиницького складалися на підставі польського права і записувалися до судових книг, які пізніше були зібрані в архів Akta grodzkie i ziemskie (AGZ). З 1868 по 1935 рік документи з цього архіву публікувалися у виданні під назвою «Akta grodzkie i ziemskie z czasów Rzeczypospolitej polskiej z Archiwum tak zwanego bernardyńskiego we Lwowie» (AGZ). Це найбільша фундаментальна публікація першоджерел з історії Галичини епохи феодалізму.
```
Частина істориків плутає перемиські 
Княгиничі
 (зараз мостиські) з 
галицькими Княгиничами
 (
Рогатинського району
).
```

Як уже було сказано вище (з посиланнями на документи) найпершою згадкою про село Княгиничі (Рогатинського району) є 12 листопада 1430 р. Це перша писемна згадка про село Княгиничі (Рогатинського району), знайдена на сьогодні.

Вдруге Іван з Княгинич (Iohannes de Knyehnycza) згадується також через 7 років (від 1430 р.) в записах 8 січня 1437 р., а село Княгиничі під Галичем знову згадується в галицьких AGZ 1 травня 1447 р. під № 1806
За доби Габсбурзької (Австрійської) імперії Княгиничі вважалися містечком Рогатинського повіту Королівства Галичини та Володимирії. Містечко мало власну печатку: наприкінці XVIII століття на ній виступав герб роду графів Цетнерів «Пшерова» (на червоному коронованому щиті — срібна корогва на переламаному древку; щит справа підтримує одноголовий орел), у середині XIX століття — характерний для тогочасної галицької сфрагістики «сільськогосподарський» символ (зображення сита).

### Релігійні громади

#### Римо-католицька громада

Римо-католицький костел Божої Матері Ченстоховської у с. Княгиничі в період Першої світової війни

Римо-католицький костел Божої Матері Ченстоховської у с. Княгиничі (1938 р.)

Римо-католицька парафія була створена у Княгиничах у 1448 році, коли було призначено місцевого пресвітера Якуба. Під час турецько-татарських набігів на рубежі другого та третього десятиліть XVII  ст. перший костел було зруйновано. Чергове руйнування відбулося під час Хмельницького повстання 1648 року. У 1705 р. в листі львівського капітула до архієпископа Костянтина Зеліньського костел у Княгиничах занесено до храмів, які "були знищені через напади ворогів або знову перетворені на світські келії". Це означало, що римо-католицька парафія припинила свою діяльність.
Після ліквідації римо-католицької парафії у Княгиничах нечисельна релігійна громада села 200 років належала до латинської парафії у с. Підкамінь (Свірзький деканат ).
У 1908 році завдяки зусиллям Станіслава та Людвіка Віслоцьких, а також за великої фінансової участи Михайла та Марії Тустановських у Княгиничах було побудовано новий храм. У 1910 році костел було освячено. Першим священиком став Владислав Забжеський, який був тут адміністратором до 1938 року. Тривалий час церковна споруда мала статус каплиці. 1 серпня 1933 року у Княгиничах було відновлено римо-католицьку парафію, а костел було посвячено на честь Божої Матері Ченстоховської.
У храмі до Другої світової війни знаходився орган та один головний дерев’яний вівтар, виконаний у неоготичному стилі, з поліхромним покриттям із зображенням Божої Матері Ченстоховської.
Після війни костел та проборство, яке стояло поруч, були повністю зруйнований, а на його місці совєцька влада встановила пам'ятник загиблим односельцям.

### Діяльність т-ва «Просвіта»
Першим документом, який міститься в справі про діяльність читальні «Просвіти» в Княгиничах, є список 12-ти засновників читальні, датований 23 квітня 1898 р. В листі до Виділу Матірного Товариства «Просвіта» у Львові від 10 червня 1898 р. о. Андрій Пеленський звітував: «Сим повідомляю, що дня 6 червня 1898 року відбулися перші загальні збори Товариства „Читальня Просвіти“ в Княгиничах а вибраний виділ уконститувався в той спосіб:
- голова — Андрей Пеленський, парох
- заступник голови (водночас — писар) — Михайло Гладій
- бібліотекар — Василь Хомин
- касієр — Гринь Ватаманюк
- господар — Иван Емхе».

Організатором читальні став місцевий парох о. Андрій Пеленський (батько відомого політичного діяча Галичини, посла сейму Зиновія Пеленського).
При читальні до 1939 року діяв драматичний гурток (до 35 осіб) та чоловічий хор (42 чол.)

### Перша світова війна
У міжвоєнний період діяли:
- товариства «Просвіта», «Луг», «Каменярі», «Союз українок», «Жіноча громада»
- кооператива «Згода»
- осередки політичних партій УРП (радикали), ОУН(м), ОУН(б), КПЗУ.

## Пам'ятки
В історичних джерелах є розбіжності щодо дати побудови нинішньої церкви. Францисканська метрика 1820 р. вказує на 1809 рік. В інвентарному описі княгиницької церкви з 1821 р. вказано, що церква збудована в 1807 р. Та сама дата вказана в Шематизмах Львівської єпархії.
Нинішня Дерев’яна церква в Княгиничах 1807 р. [Архівовано 26 Грудня 2013 у Wayback Machine.] за давньою місцевою традицією була названа на честь Воскресіння Христового (є записи в Шематизмах XIX — поч. ХХ ст., а також напис на старих церковних печатках). Під час Першої світової війни церкву пошкодили, на деякий час у ній розмістили німецький холерний шпиталь. При дезинфекції спалили антимінси. Російське військо спалило будинки на проборстві. Парох Княгинич о. Юліян Фацієвич відбув на фронт як польовий капелан легіону УСС. Завідатель парохії о. Михайло Волинець під час воєнного лихоліття покинув парохію. Після війни провели капітальний ремонт церкви і повторно її освятили, цього разу — на честь Різдва Пресвятої Богородиці.

### Пам'ятники
- пам'ятний знак на честь скасування панщини (реставровано у 1991)
- пам'ятник о. Андрію Пеленському, встановлений 19 травня 2002 р.
- пам'ятник Романові Шухевичу, встановлений 13 листопада 2005 р.
- пам’ятні таблиці:
  - пам'ятна таблиця на честь 200-ліття церкви Різдва Пресвятої Богородиці
  - пам'ятна таблиця на честь бійця УПА та самооборони, члена ОУН Михайла Грицьківа («Ярослава»).
- насипані та освячені:
  - символічна могила Борцям за волю України (1991).

Біля села знаходиться гідрологічний заказник місцевого значення Під Верховиною.

## Книга про село Княгиничі

Зовнішній вигляд обкладинки книги про село Княгиничі

У неділю, 26 січня 2003 р., відбулася презентація книги Степана Кузика «Княгиничі: краєзнавчі студії». Це свято збіглося зі славним ювілеєм — рівно 440 років тому, 26 січня 1563 р., Княгиничі отримали маѓдебурзьке право. Зранку в церкві Різдва Пресвятої Богородиці у Княгиничах було відправлено святу літургію за участю хорової капели «Софія» зі Львова, учасником якої є Степан Кузик.
Реквізити книги:

Кузик C. Княгиничі: краєзнавчі студії. — Львів: Видавничий центр ЛНУ ім. Івана Франка; Опілля, 2002. — 448 с. (Бібліотека «Опілля») ISBN 966-613-212-5

У книзі львівського вченого досліджується історія, господарство, культура, освіта, національно-визвольна боротьба, громадський рух колишнього опільського містечка, а нині села Княгиничі Рогатинського району Івано-Франківської області. Використані автором архівні джерела, наукові праці та особисті спостереження допомагають читачеві на прикладі одного поселення глибше пізнати увесь Галицький край від найдавніших часів до сьогодення. 
Монографія адресована краєзнавцям, історикам, географам та всім, кому небайдужа доля українського народу.

## Книга про конспіративну квартиру Романа Шухевича у Княгиничах

Зовнішній вигляд обкладинки книги Штаб-квартира Романа Шухевича у Княгиничах

Задум написати книгу про конспіративну квартиру Романа Шухевича у Княгиничах виник на початку втілення ідеї створення музею Романа Шухевича у селі Княгиничі. До справи створення книги долучилися дослідники та краєзнавці з громадської організації «Опілля» Василь Лаба та Андрій Кузик. Зв'язковий Романа Шухевича Любомир Полюга очолив редакційну раду, доцент ЛНУ ім. Івана Франка Степан Кузик написав текст. Макет, верстку книги та дизайн її обкладинки, а також опрацювання великої кількості світлин (близько 350) виконав ст. викладач НУ «Львівська політехніка», вихідець з с. Загір'я Кузик Андрій. Паралельно тривала робота над створенням музею та наповненням його експозиції. Книгу видано за сприяння Івано-Франківської обласної ради у видавничо-поліграфічному товаристві «Вік» ВАТ «Коломийська друкарня ім. Шухевича» (Редактор Михайло Андрусяк).

Реквізити книги:

Кузик С. П. Штаб-квартира Романа Шухевича у Княгиничах. — Коломия, 2007. — 192 с. ISBN 966-550-232-8

Книга знайомить читача з мальовничим опільським селом Княгиничі Рогатинського району Івано-Франнківської області, у якому у 1946—1947 роках розміщувалася підпільна штаб-квартира Головного Командира УПА Романа Шухевича. Науково-краєзнавча праця допоможе глибше осмислити звитягу тих, хто боровся за незалежну Українську Державу.

Для істориків, географів, краєзнавців та широкого кола читачів.

## Музей «Конспіративна квартира Романа Шухевича у Княгиничах»

Музей «Конспіративна штабна хата Романа Шухевича у Княгиничах — Короленко»

30 червня 2007 р. на честь 100-річчя від дня народження видатного українського військово-політичного діяча, керівника Проводу Організації Українських Націоналістів в Україні, Головного командира Української Повстанської Армії генерал-хорунжого Романа Шухевича («Тараса Чупринки») у с. Княгиничі Рогатинського р-ну Івано-Франківської обл. відкрито музей «Конспіративна квартира Романа Шухевича у Княгиничах».
На урочистості з нагоди відкриття музею завітало чимало гостей, зокрема: почесні громадяни с. Княгиничі Ольга Ільків та Любомир Полюга — зв'язкові «Тараса Чупринки»; Юрій Шухевич — син Головного командира УПА; Богдан Сорока — син Катерини Зарицької, соратниці Романа Шухевича; Роман Ткач — голова Івано-Франківської облдержадміністрації; Зіновій Береговський — заступник голови Івано-Франківської обласної ради; Іван Росіцький — голова Рогатинської райдержадміністрації; Олег Вовкун — заступник голови Рогатинської районної ради.
Святковий день розпочався Божественною Літургією, яку відслужили отці Дмитро Бігун (Рогатинський декан), Василь Кривень (Черченський декан), Мирослав Любінець (Букачівецький декан), Андрій Буняк та Павло Кадлуб. Урочисту церемонію відкриття музею розпочав сільський голова Петро Грицишин. Після цікавої та хвилюючої промови Любомира Полюги відкрито й освячено музей. Згодом перед пам'ятником Романові Шухевичу відбувся святковий концерт.
Музей облаштовано в будинку, де в буремні 1946—1947 рр. була підпільна конспіративна «хата» Романа Шухевича під умовною назвою «Короленко». Ініціатором та координатором створення музею був Любомир Полюга. Проект реставрації кімнат музею виконали науковці кафедри реставрації та реконструкції архітектурних комплексів Національного університету «Львівська політехніка» — знаний архітектор-реставратор Кость Присяжний і архітектор Ігор Бокало. Ремонтно-реставраційні роботи проводилися під безпосереднім керівництвом Івана Росіцького.
Створювати музей активно допомагали мешканці й вихідці сіл Княгиничі та Загір'я. Це, насамперед, Остап Боднар, Йосип Бойко, Ярослав Бурак, Михайло Жигаль.
У першій музейній кімнаті на стіні, навпроти вхідних дверей, розташовані стенди-фотоколажі, що висвітлюють життя і діяльність Романа Шухевича та структуру УПА. По периметру кімнати розміщено вітрини, на яких: оригінали та копії документів Романа Шухевича, його бритва; книжки про життя та діяльність головного командира УПА; особисті документи Катерини Зарицької, Ольги Ільків, Любомира Полюги; а також Універсал і Платформа УГВР, тексти лекцій старшинської школи УПА, бофони (з приватної колекції учасника визвольних змагань, табірного побратима Любомира Полюги — Пантелеймона Василевського); вишиті Катериною Зарицькою краватки (синові Богдану і чоловікові Михайлу Сорокам), її гаманці та записники (передав до музею син Богдан); годинник, подарований Ользі Ільків Катериною Зарицькою, тексти віршів «О. Звіробій», валіза, з якою Ольга Ільків повернулася із ҐУЛАҐу, вишита нею шапочка для сина Володимира та деякі її художні роботи; наспин-ний табірний номер Любомира Полюги; сорочка, вишита в ҐУЛАҐу майбутньою дружиною Дариною Масюк із виторочених ниток і передана в табір нареченому Любомирові; дерев'яна ложка в'язня Любомира Полюги, альбом його табірних світлин та книжки спогадів.
Хату «Короленко» організувала Катерина Зарицька. Вона залучила для реалізації складеної легенди про переселенців з Польщі Ольгу Ільків («Роксоляну») з донькою та її маму Розалію. Згодом, у зв'язку з вагітністю «Роксоляни», довелося терміново шукати для неї фіктивного чоловіка. Роль «чоловіка» (Богдана Томівчаківа) виконував Любомир Полюга, якого Роман Шухевич знав особисто. Квартира була в будинку, де мешкав сільський голова, а близько ста метрів від неї розташовувався гарнізон «стрибків».
Зі спогадів охоронця «Тараса Чупринки» Михайла Зайця: «…одного дня, у жовтні 1946 р., Командир Роман Шухевич доручив нам з другом Демидом вивчити маршрут з Рогатинського лісу до Княгинич і без жодного зв'язку попасти до такої-от хати (тут подав план села, хати). В тій хаті ви повинні зробити криївку. Де і як — то вже ваша голова в тім, головне якнайбільш конспіративно.
Першої ночі віднайшли дану хату, а чергового дня взялися за діло. За кілька днів все було готове… Наша „сім'я“ посідала три кімнати, кухня сусідувала з кімнатою доктора [Якима Кузика]. В цій кухні була зроблена криївка.
Зиму на 1947 р. Командир перебував на цій квартирі [на основі документів ГДА СБУ, тільки влітку 1949 р. Роман Шухевич сам сказав Михайлові Зайцю, кого той охороняє з травня 1945 р.».
Любомир Полюга розповідає: «В нашій квартирі колись мешкав і працював поштар. У першій кімнаті „хати“ раніше була пошта. Вхідні залізні двері надійно закривалися скобою зсередини. В цій кімнаті готували їжу та спостерігали за територією (дорогою) крізь щілини між дошками, якими були забиті вікна».
У другій кімнаті відтворено інтер'єр 1946—1947 рр.: ліжко (над ним висить «шлюбний портрет» підпільників), шафа, стіл, крісла, швейна машинка (засвідчувала про «кравецький заробіток» жінок-підпільниць).
Зі спогадів Ольги Ільків: "Працювати «Тарас Чупринка» починав дуже рано. Підпільники вставали до схід сонця, ховали постіль і йшли до першої кімнати «на руханку». Сніданок, обід та вечеря починалися зі спільної молитви за столом. Розпорядок дня залежав від конкретної ситуації. Крім напруженої творчої роботи, були і хвилини «розривки» (дискусії на різні теми, жарти, дотепи). Перед сном — спільна молитва.
У третій кімнаті музею — ліжко, ліжко-пріче, два крісла, радіоприймач. У кутку — кухня, навпроти — заслона. Біля кухні була яма, на дні якої — вхід до криївки, що закривався лядою. Криївка (розмір: 1,00 х 1,45 х 3.00 м) була розрахована на три особи. У випадку небезпеки вхід до криївки закривали лядою. На неї висипали картоплю, мішок з якою завжди був біпя входу до криївки.
Викладач Національного університету «Львівська політехніка» Андрій Кузик підготував матеріали для експозиції, виготовив стенди-фотоколажі та оформив першу кімнату музею. [Андрій Кузик створив електронний Архів музею «Конспіративна квартира Романа Шухевича у Княгиничах», у якому є понад вісімсот світлин, документів та матеріалів про Романа Шухевича, Катерину Зарицьку, Галину Дидик, Ольгу Ільків та Розалію Ільків, Михайла Зайця, Антіна Поливку, Любомира Полюгу. З них сімнадцять світлин друкуються вперше.
Мистець Орест Скоп надавав консультації з оформлення експозиції музею та виготовив стенд-фотоколаж, на якому показано Романа Шухевича з особами, котрі створювали йому умови для діяльності у квартирі «Короленко».
Криївку досліджував відомий архітектор-археолог, старший науковий співробітник Інституту українознавства ім. Івана Крип'якевича НАН України Юрій Лукомський. Він і виконав проект її реставрації.
Детальніше дізнатися про музей можна із книги: Кузик А. О. Підпільна штабна квартира Романа Шухевича у Княгиничах. — Львів: Науково-видавничий центр «Опілля-Л», 2009. — 36 с. (Серія «Скарбниця Опілля: Музеї»)

### Книга про Музей «Конспіративна квартира Романа Шухевича у Княгиничах»

Зовнішній вигляд обкладинки книги: Кузик А. О. Підпільна штабна квартира Романа Шухевича у Княгиничах

Ідея написання книги про музей розпочала своє втілення одразу після його відкриття. Книга пройшла доволі тривалий час (півтора року) створення та вдосконалення. Над книгою працювала редакційна група на чолі з Любомиром Полюгою. Великий обсяг роботи виконав голова правління ГО «Опілля», відповідальний редактор Василь Лаба. Автор тексту Кузик Андрій виконав дизайн, верстку, а також опрацював усі ілюстрації до книги. У книзі використано світлини: фотографа Мирона Маслюка, з Галузевого державного архіву Служби безпеки України та фотобанку «Світлина Опілля». Консультанти: Ольга Ільків, зв'язкова Романа Шухевича; Любомир Полюга, зв'язковий та охоронець Романа Шухевича, голова секції «Національна пам'ять» громадської організації «Опілля»

Реквізити книги:

Кузик А. О. Підпільна штабна квартира Романа Шухевича у Княгиничах. — Львів: Науково-видавничий центр «Опілля-Л», 2009. — 36 с. (Серія «Скарбниця Опілля: Музеї»). ISBN 978-966-553-939-1
Видання містить інформацію про музей «Конспіративна квартира Романа Шухевича у Княгиничах» і постаті, завдяки мужності й винахідливості яких ця «хата» діяла, спонукає кожного українця збагнути й усвідомити свій обов'язок перед рідним народом.
Видання рекомендовано широкому загалу читачів, зокрема працівникам освіти та культури, котрим дорога Україна, її історія та достойне майбуття.

## Адміністративні заклади
- [http://gska2.rada.gov.ua/pls/z7502/A007?rdat1=12.06.2009&rf7691=6271%5Bнедоступне+посилання+з+липня+2019%5D Сільрада][недоступне посилання з жовтня 2019]
- Пошта

## Соціальна сфера
- Княгиницький ліцей.
- Лікарня-амбулаторія (обслуговує 4 сіл)[12]
- Читальня т-ва «Просвіта»: клуб, бібліотека.
- Два магазини, старовинний млин.
- Став Княгиницький(рибне господарство) — 160 га дзеркало.

## Відомі люди
У Княгиничах народилися:
- Поритко Іван (1895—1980) — поручник УГА, голова Видавничої Кооперативи «Червона Калина».
- Кузик Степан Петрович (1946—2023) — український вчений, економіко-географ, краєзнавець, доцент кафедри економічної і соціальної географії Львівського національного університету імені Івана Франка,
- Бойко Ігор Йосипович (*1973) - український правознавець, доктор юридичних наук, професор, завідувач кафедри історії держави, права та політико-правових учень Львівського національного університету імені Івана Франка.